# Українська світова спілка професійних учителів
Українська світова спілка професійних учителів (УССПУ, англ. Ukrainian World Association of Professional Educators, UWAPE) — Міжнародна громадська організація, заснована для провадження культурної, оздоровчої, спортивної, аматорської діяльності патріотичного виховання молоді, всебічного сприяння розвитку державності України, для розвитку та захисту історичної, етнічної спадщини народів України, збереження довкілля, яка об’єднує учителів-українців в Україні та за її межами. 

## Напрямки роботи
Спілка підтримує тісні стосунки з учителями українських шкіл, викладачів вишів, діячами української культури, як на території України, так і за її межами. Діяльність УССПУ поширюється на територію України, США, а також на території інших країн, де будуть створені осередки.

## Основна мета діяльності УССПУ
Основна мета діяльності УССПУ гуртування у справі становлення та розвитку освіти в Україні, сприяння національному та духовному відродженню нації, підвищення ролі вчителів у суспільстві. Задоволення та захист законних соціальних, економічних, творчих, вікових, національно-культурних, духовних та інших спільних інтересів членів організації, а також виховання національної свідомості, політичної, правової культури для розбудови державності України. 

## Основні завданням УССПУ
Завданням УССПУ є проведення основної діяльності з сприяння у наданні просвітніх, культурних, спортивних, інших подібних послуг для суспільного споживання, зі створення системи соціального самозабезпечення членів УССПУ, згідно з таким переліком видів діяльності: 
- сприяння здійсненню загальнодержавних, регіональних, місцевих та міжнародних програм, спрямованих на поліпшення соціально-економічного становища науковців, вчителів, студентів, учнів, талановитої творчої молоді;
- сприяння розвитку науки і освіти, надання допомоги науковцям, вчителям, студентам, учням, талановитій творчій молоді;
- сприяння розвитку культури, реалізації програм національно-культурного розвитку;
- сприяння охороні і збереженню культурної та спортивної спадщини, історико-культурного середовища, а також паломництву до пам’яток історії та культури, місць поховання, розвитку природно-заповідного фонду та природоохоронної справи;
- сприяння розвитку видавничої справи, засобів масової інформації, інформаційної інфраструктури;
- сприяння в утриманні та харчуванні молоді в навчальних закладах, забезпеченні їх одягом, взуттям, та обладнанням, медичною допомогою, ліками, виробами медичного призначення та особистої гігієни;
- сприяння відродженню української нації і утвердження її серед вільних народів світу;
- підтримка громадських ініціатив, що сприяють підвищенню соціального статусу вчителів, пробудженню і зростанню їхньої громадської активності, розуміння ними своєї ролі в суспільстві; зв'язок з українськими школами в усіх регіонах України та країнах Заходу і Сходу, де проживають українці;
- згуртування українських вчителів у справі становлення та розвитку українського шкільництва, сприяння національному і духовному розвитку та відродженню українського народу;
- налагодження контактів з авторами українських підручників, творчих програм і методик, проведення семінарів, конференцій та презентацій з цих питань;
- створення науково-методичного центру, який би пропонував світові досягнення в галузі методики викладання окремих дисциплін, підвищував знання з української мови, історії України, її культури, традиції через організацію курсів, семінарів, сприяв розробці нових програм, підручників, методичної літератури;
- сприяння розвитку талановитих дітей, надання їм допомоги у навчанні.

## Підтримка шкільних та студентських проектів
- Серед проектів, що активно розвиваються за підтримки УССПУ є студентський проект - " Мотивуюче-демотивуюча газета "ЯТЬ""